# بالتیک (اسلو)
بالتیک (تلفظ نروژی: [ˈœ̂sːtn̩ˌʂøː]  ( گوش دهید)) یکی از ناحیه‌های شهر اسلو، نروژ می‌باشد.
این ناحیه در قسمت جنوب شرقی اسلو واقع شده. این شهر به دلیل نزدیکی به ناحیهٔ جنگلی بالتیک، یک تفرجگاه و منطقه پیاده‌روی محبوب برای شهروندان اسلو و لورنسکوگ است. بالتیک در نزدیکی بولر، اپسال و منگلرود تشکیل شده‌است که همه آن‌ها در اطراف دریاچه بالتیک قرار دارند. منطقه بالتیک از تاریخ ۱۹۹۲ یک ناحیه حفاظت شده حیات وحش بوده‌است.
بالتیک به‌طور سنتی یک بخش متوسط و کارگر نروژی بوده‌است، در مقایسه با بخش‌های مهاجرپذیرتر در اسلو ایست اند، مانند النا، گررود، استونر و سوندره نورستراند.
باشگاه ستاره ایل منگلرود که به هاکی روی یخ و فوتبال معروف است در اینجا قرار دارد.